# Charlottesville

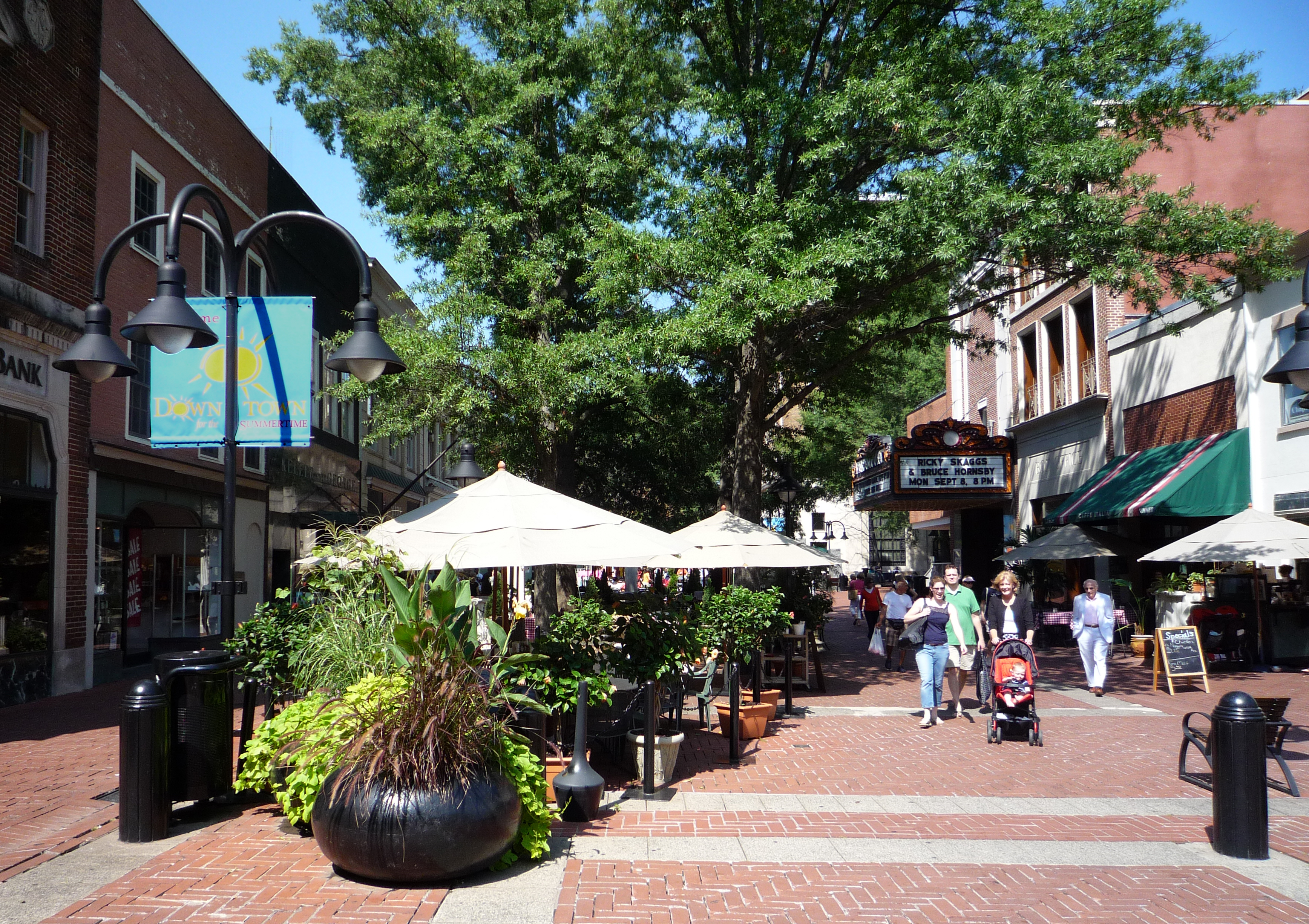
Charlottesville

Charlottesville (C-Ville, Hoo-Ville) – niezależne, prowincjonalne miasto, leżące wewnątrz hrabstwa Albemarle w stanie Wirginia. Populacja miasta wynosi ok. 40 tys. mieszkańców. Jest siedzibą University of Virginia. 
W dniach 11 i 12 sierpnia 2017 roku odbył się skrajnie prawicowy marsz Unite the Right, szeroko komentowany i mocno krytykowany przez media oraz marsz kontrdemonstrantów. 12 sierpnia doszło do zamieszek, podczas których jeden z demonstrantów wjechał w tłum samochodem. Zginęła 1 osoba a 19 zostało rannych.

## Sport
W mieście rozgrywany jest kobiecy turniej tenisowy, pod nazwą Boyd Tinsley Clay Court Classic, zaliczany do rangi ITF, z pulą nagród  80 000 $.

## Miasta partnerskie
- Besançon, Francja
- Plewen, Bułgaria
- Poggio a Caiano, Włochy
- Winneba, Ghana